# Mogoditshane Fighters
Mogoditshane Fighters – botswański klub piłkarski grający w pierwszej lidze botswańskiej, mający siedzibę w mieście Mogoditshane.

## Sukcesy
- I liga[1]:
  - mistrzostwo (4): 1999, 2000, 2001, 2003.

- Puchar Botswany[2]:
  - zwycięstwo (3):  1999, 2000, 2003.
  - finał (1): 2004.

## Występy w afrykańskich pucharach
| Sezon | Rozgrywki                 | Runda   | Kraj     | Klub                     | Dom | Wyjazd | Dwumecz |
| ----- | ------------------------- | ------- | -------- | ------------------------ | --- | ------ | ------- |
| 2000  | Puchar Zdobywców Pucharów | wstępna | Lesotho  | Linare FC                | 1–0 | 0–0    | 1–0     |
| 2000  | Puchar Zdobywców Pucharów | 1       | Zambia   | Zamsure FC               | 1–2 | 1–2    | 2–4     |
| 2001  | Puchar Zdobywców Pucharów | wstepna | Eswatini | Mhlume United            | 0–0 | 3–0    | 3–0     |
| 2001  | Puchar Zdobywców Pucharów | 1       | Seszele  | Sunshine SC              | 3–2 | 1–2    | 4–4     |
| 2002  | Puchar Mistrzów           | wstępna | Lesotho  | Lesotho Defence Force FC | 0–1 | 1–1    | 1–2     |

## Stadion
Domowe mecze klub rozgrywa na Molepolole Stadium w Molepolole, który może pomieścić 6600 widzów.

## Reprezentanci kraju grający w klubie od 2000 roku
Stan na kwiecień 2023.
| - Edwin Disang - Mogogi Gabonamong - Tshepo Keselebale - Shimane Kgope Ntshweu - Mpho Mabogo - Barney Marman - Anthony Matengu - Mandla Mgadla - Botlhe Moralo - Thando Moreki - Boki Mothibi | - Tebogo Mothusi - Masego Ntshingane - Michael Pepukani - Bonolo Phuduhudu - Abednico Powell - Jerome Ramatlhakwane - Patrick Sunday - Donald Thobega - Mompati Thuma - Kagiso Tshelametsi - Lubigisa Madata |